# Chocenice (Břežany I)
Chocenice jsou vesnice v okrese Kolín, je součástí obce Břežany I. Nachází se asi 1,2 kilometru jihovýchodně od Břežan I. Leží nedaleko silnice I/12. Chocenice leží v katastrálním území Chocenice u Břežan I o rozloze 3,08 km.

## Historie
První písemná zmínka o vesnici pochází z roku 1295.
V roce 1932 byly ve vsi evidovány tyto živnosti a obchody: družstvo pro rozvod elektrické energie v Chocenicích, 2 hostince, kolář, 2 kováři, obuvník, pekař, 3 rolníci, 3 obchody se smíšeným zbožím, Spořitelní a záložní spolek v Chocenicích, studnař, trafika, truhlář, zámečník.

## Pamětihodnosti
- Zámecká kaple svaté Anny ze 17. století, která sousedí s bývalým zámkem, z něhož se po několika přestavbách budovy nezachovalo nic historicky cenného.
- Hospoda Zlaté slunce čp. 21
- Výklenková kaplička

## Fotogalerie

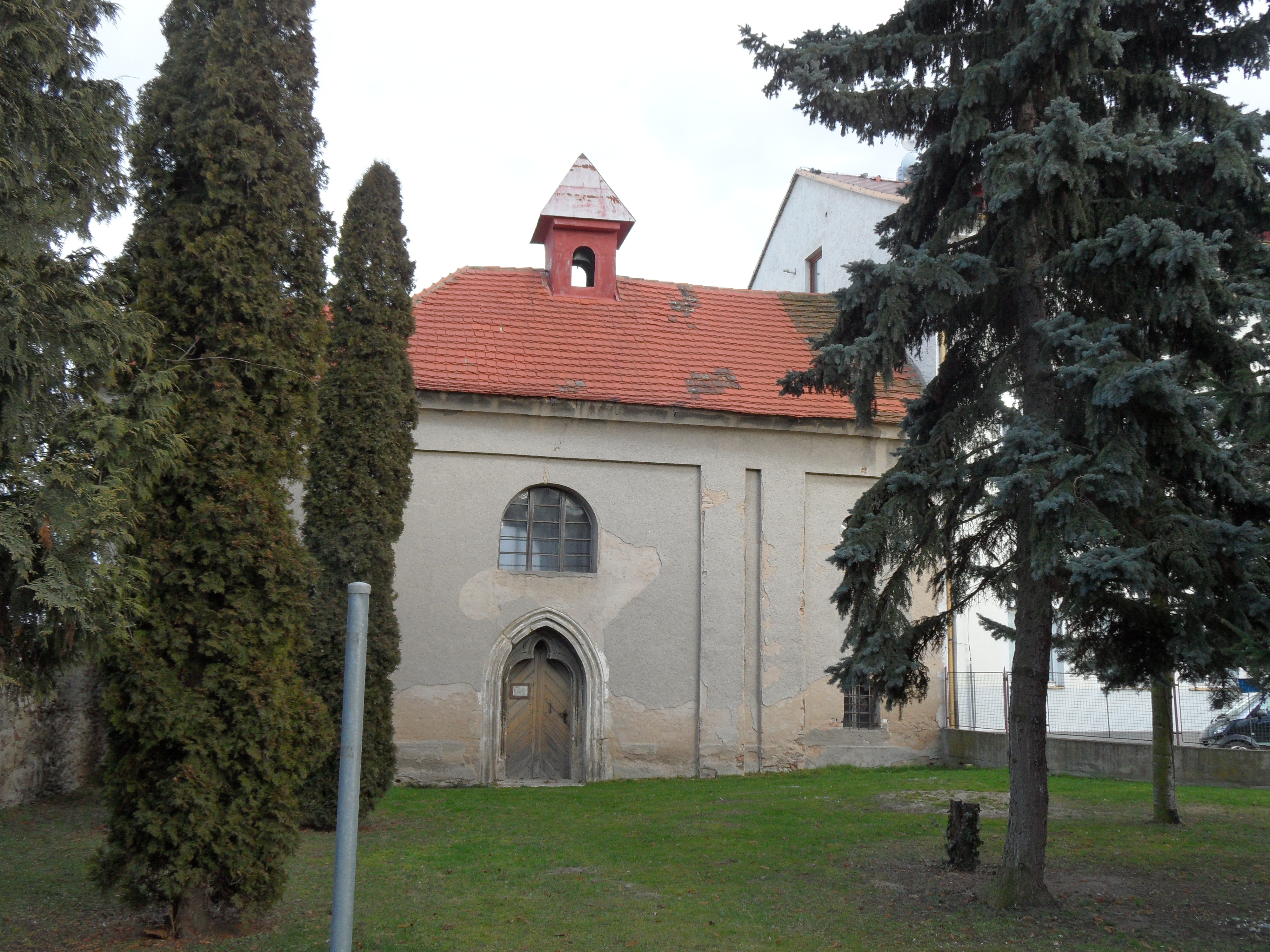
Kaple svaté Anny
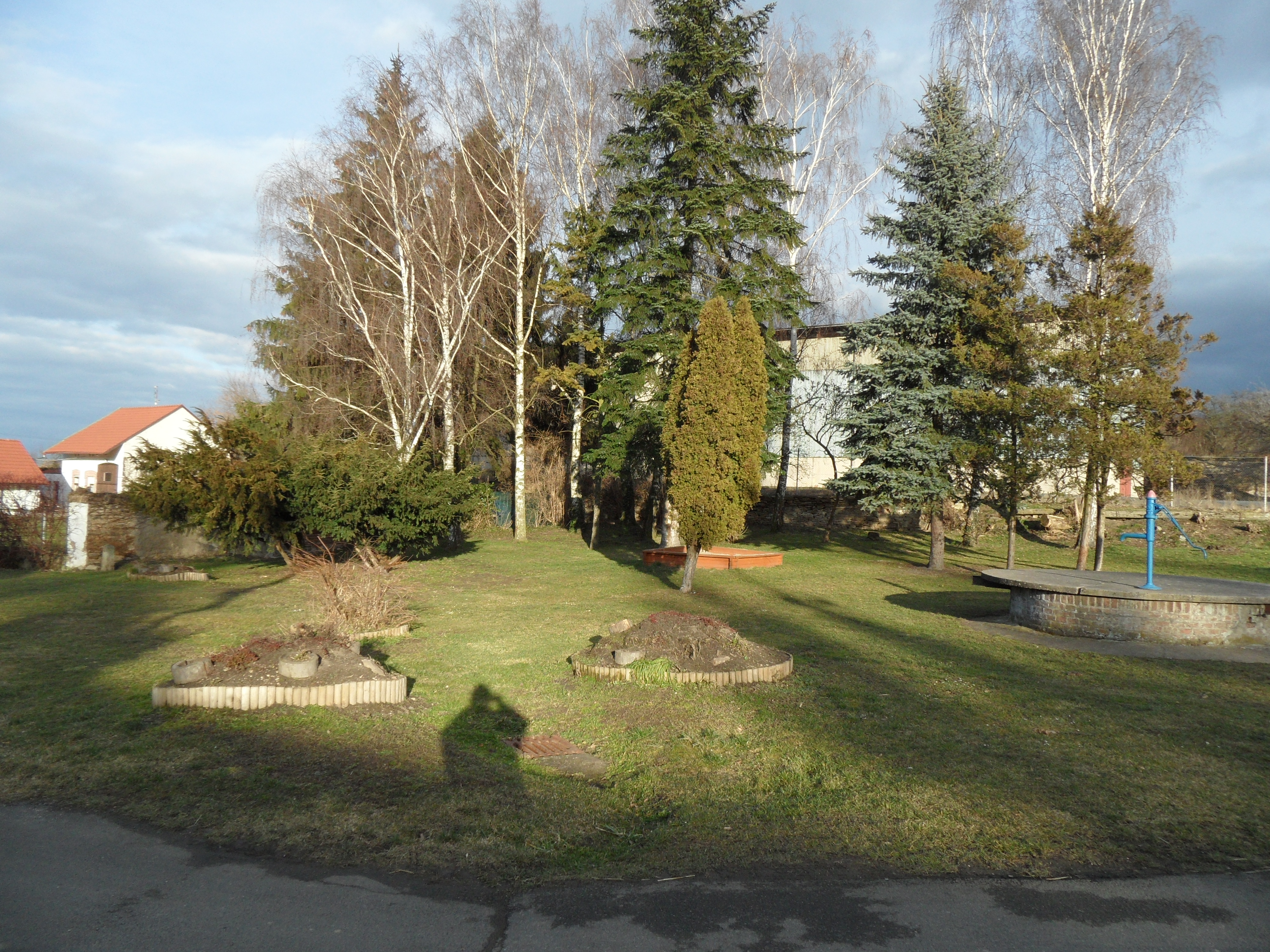
Náves
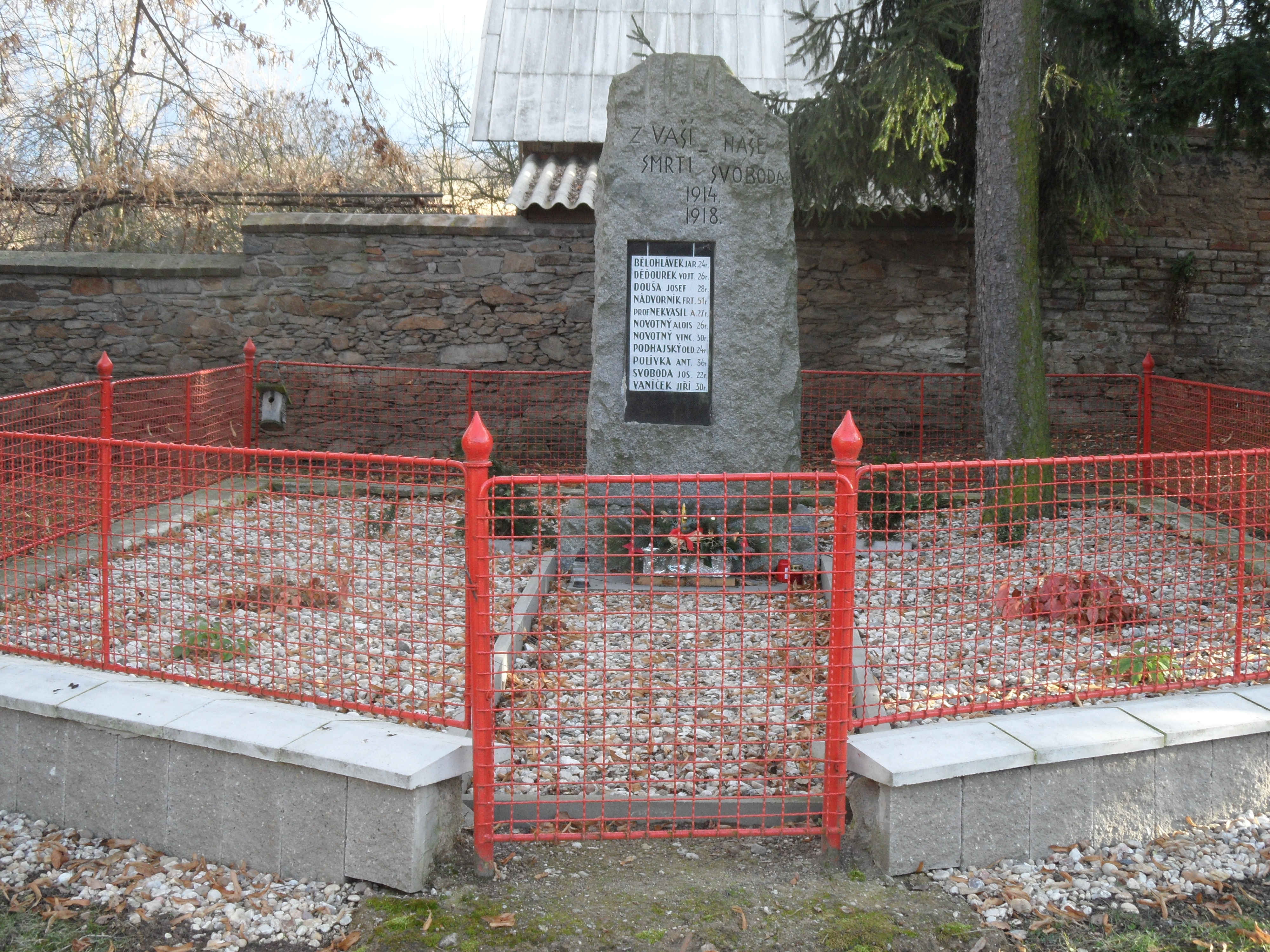
Památník obětem první světové války
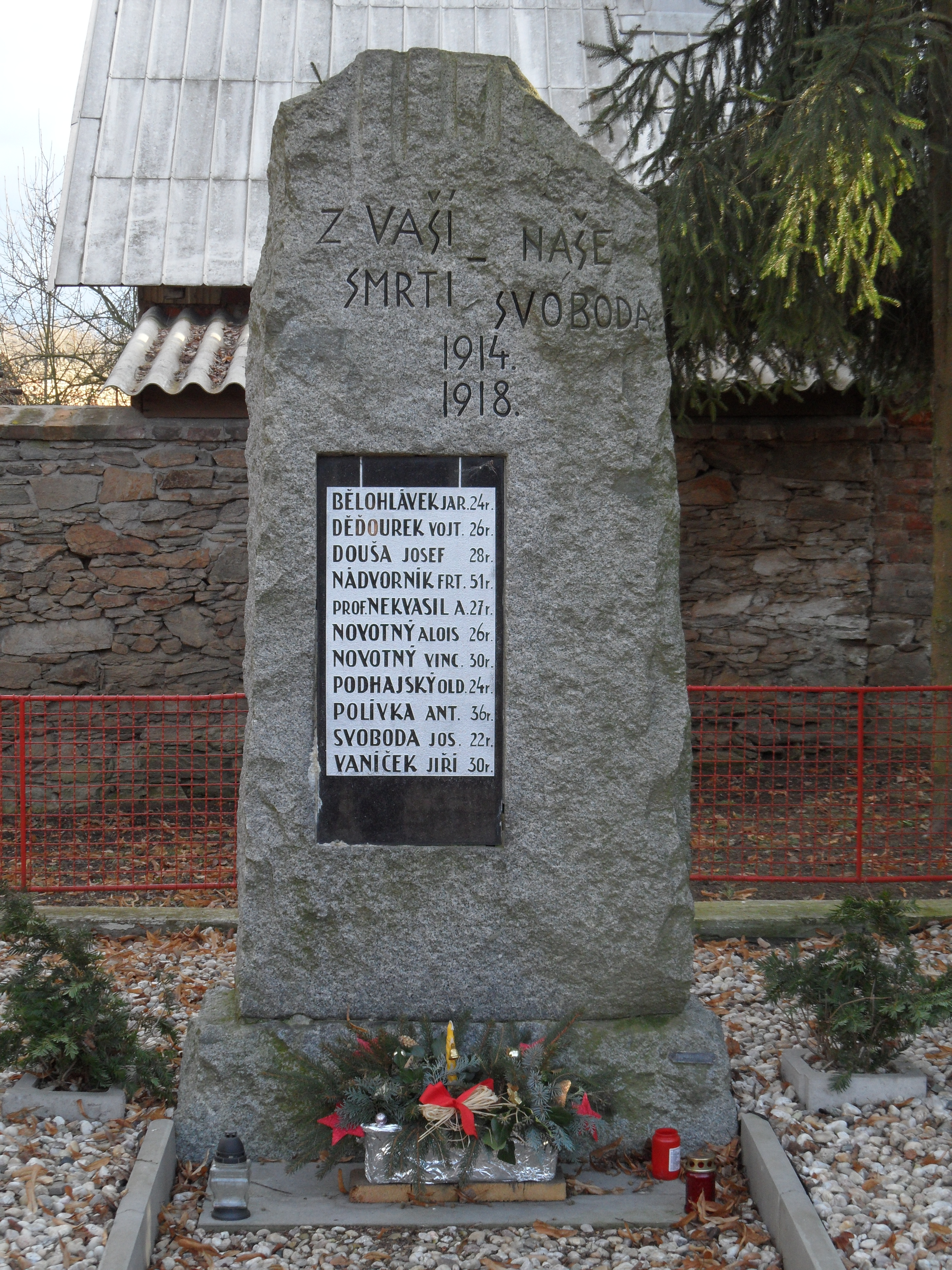
Památník obětem prnví světové války